# Tierra Colorada cuarta sección
Tierra Colorada 4.ª Sección es una localidad del municipio de Huimanguillo ubicado en la subregión de la Chontalpa del estado mexicano de Tabasco.

## Geografía
La localidad de Tierra Colorada 4.ª Sección se sitúa en las coordenadas geográficas 17°56′03″N 93°38′36″O / 17.934167, -93.643333, a una elevación de 6 metros sobre el nivel del mar.

## Demografía
Según el Conteo de Población y Vivienda 2020, efectuado por el Instituto Nacional de Estadística y Geografía, la localidad de Tierra Colorada 4.ª Sección tiene 49 habitantes, de los cuales 19 son del sexo masculino y 30 del sexo femenino. Su tasa de fecundidad es de 2.65 hijos por mujer y tiene 82 viviendas particulares habitadas.
| Gráfica de evolución demográfica de Tierra Colorada 4.ª Sección entre 1995 y 2020 |
|                                                                                   |
| INEGI.                                                                            |